# Ektodermne ciste neodontogenog porekla
Ektodermne ciste neodontogenog porekla  su jasno ograničene šupljine sa unutrašnje strane obložene epitelom u koštanim fisurama i mekim tkivima, ispunjene tečnim sadržajem. Nastaju kao posledica uvrtanja ektoderma između embrionalnih procesusa koji učestvuju u formiranju lica i vilica. Svaku cistu treba, kao god je to moguće, u celosti odstraniti, jer ona svojim daljim rastom dovodi do resorpcije koštanog tkiva, predstavlja latentno žarište infekcije, a postoji mogućnost maligne alteracije.

## Opšta razmatranja
Ciste vilica  su su šupljine jasno ograniđene u mekom tkivu ili organu, ispunjene tečnim sadržajem a sa unutrašnje strane obložene epitelom. Ciste u vilicama se relativno često javljaju a prema poreklu se dele na ektodermne ciste odontogenog i ektodermne ciste neodontogenog porekla.
Ektodermne ciste odontogenog porekla
U ektodermne ciste odontogenog (razvojnog) porekla spadaju:
- gingivalnea cista dece (Epsteinove perle)
- odontogena keratocista (primordijalne ciste)
- folikularna cista,
- eruptivna cista,
- lateralna periodontalna cista,
- gingivalna cista odraslih,
- glanduralne odontogene ciste
- radikularna cista.[2]

Ektodermne ciste neodontogenog porekla
U ektodermne ciste neodontogenog porekla spadaju:
- medijalne — alveolarne i palatinalne
- globulomaksilarne
- nazoalveolarne
- nazopalatinalne — ciste papile palatine i ciste incizivnog kanala.
- ciste incizivnog kanala.

Svaku cistu treba shvatiti kao fakultativno predkancerozno stanje. Zbog toga je neophodno cistu potpuno odstraniti i uvek poslati na histopatološki pregled.

## Vrste ektodermnih cista neodontogenog porekla
| Naziv                                | Kliničke karakteristike |
| ------------------------------------ | --- |
| Medijalne ciste                      | Nastaju u medijalnoj fisuri donje (mandibula) ili gornje (maxila) vilice. Prema lokalizaciji mogu biti: - medijalne alveolarne ciste ako su u predelu alveolarnog nastavka, - medijalno palatinalne ciste ako su u predelu suture medijane. |
| Globulomaksilarne ciste              | Javljaju se izmedju bočnog sekutića i očnjaka u gornjoj vilici, ili između globularnog i gornjeviličnog nastavka (maksilarnog procesusa). |
| Nazoalveolarne (nazolabijalna) ciste | Nastaju na spoju lateralnog, nazalnog (nosnog), globularnog i maksilarnog procesusa. Svojim rastom odižu nosno krilce, čineći da je nazolabijalni žljeb (latinski sulcus nasolabialis) zbrisan, a donji nosni hodnik delimično obturisan. |
| Nazopalatinalne ciste                | Tvorevine su mekih tkiva u predelu papile palatine u predelu medijalne linije između gornjih centralnih sekutića Na rendgenskim snimcima nema promena, jer su lokalizovane u mekim tkivima. Usled traumatizacije od donjih zuba često dolazi do njene sekundarne infekcije. |
| Ciste incizivnog kanala              | Lokalizovana se u predelu incizivnog kanala. Osim tupih bolova i izbočenja u predelu incizivnog kanala, klinički ne mora biti drugih tegoba. Na rendgenskom snimku daju rasvetljenja u kosti kruškastog oblika i nema nikada prominiranje korena zuba u cistu ili krunu zuba kao kod folikularnih cisti, već postoji samo jasno rasvetljenje u kosti koje nije u vezi sa zubima. |

## Kliničke karakteristike
Simptomi folikularnih i radikularnih cista su skoro isti. Imaju bezbolni razvitak ialo rastu ekspanzivno istanjujući koštano tkivo, tako da dolazi mnogo ćešče do pojave tumefakcije sa vestibularne nego sa palatinalne ili  jezične (lingvalne) strane u donjoj vilici, jer je pretežni razvitak ciste prema vestibulumu - bukalno i labijalno, koji je uslovljen manjim otporom koštanog tkiva.
Dok su male otkrivaju se rendgenski i ne pričinjavaju subjektivne tegobe. Smatra se da se za 0,5 cm uvećavaju u prečniku za godinu dana. Bolesnici se najčešče javljaju lekaru zbog pojave tumefakcije (ispupčenja) ili infekcije ciste kada bolest ide pod simptomatologijom infektzivnog apscesa.

## Dijagnoza
Dijagnoza neoodontogenih i drugih koštanih cista postavlja se na osnovu pregleda pacijenta, koji uključuje:
- uzimanje anamneze,
- kliničkim pregledom — inspekcija, palpacija područja vilica i perkusiju zuba, tokom kojih se konstatuje: bezbolno izbočenje koštanog tkiva, normalna boja sluzokože iznad promene, bezbolna tumefakcija je bezbolna na palpaciju, može biti čvrste konzistencije kada je očuvano još koštano tkivo, a ukoliko dodje do istanjenja istog u uznapredovalom stadijumu ciste dolazi do pojave fenomena ping-pong loptice, odnosno ugibanja koštanog tkiva, kada je koštano tkivo potpuno resorbovano, javlja se fenomen fluktuacije.
- rentgenografija,
- patohistološkog nalaza,
- punkcija i klinički pregled cističnog sadržaja — koji je tečan, a može biti bistar, žućkaste boje (slame) sa prisustvom kristala holesterina ili gnoja.
- citološka analiza ćelija i sadržaja punktata
- kompjutorizirana tomografija vilica ili kostiju lica.

U tipičnim slučajevima već na osnovu kliničkoga pregleda i detaljne analize rentgenograma može se postaviti dijagnozu, koja će postati konačna tek nakon potvrde patologa.

## Terapija
Lečenja ovih cista zasniva se na delimičnom ili potpunom odstranjenju cističnog sakusa. Da li će se raditi cistektomiju ili cistostomija - pri odlučivanju se mora uzeti u obzir opšte stanje i starost pacijenta. Zbog toga što sve ciste mogu biti fakultativno predkancerozno stanje neophodno je cistu potpuno odstraniti i uvek poslati na histopatološki pregled. Kada se donese odluka za cistostomiju, a patohistološki nalaz pokaže malignitet, preostali deo cističnog sakusa može se odstraniti u drugom operativnom zahvatu.

## Literatura
- N. Roberton “Textbook of neonatology”, Churchil Livingdtone 1989

## Spoljašnje veze
|  | Molimo Vas, obratite pažnju na važno upozorenje u vezi sa temama iz oblasti medicine (zdravlja). |